# Cuneo
Cuneo (piemontesisch Coni) ist eine in der Region Piemont gelegene Stadt in Norditalien und Hauptstadt der Provinz Cuneo. 
Cuneo ist Sitz des Bistums Cuneo-Fossano. Schutzpatron der Stadt ist San Michele. Cuneo ist für das Jahr 2024 zur Alpenstadt des Jahres erklärt worden.

## Lage und Einwohner
Cuneo liegt rund 100 km südwestlich von der Regionshauptstadt Turin entfernt zwischen den Flüssen Stura di Demonte und Gesso auf einer Höhe von 534 m s.l.m. Sie dehnt sich über eine Fläche von 119 km² aus und hat 55.804 Einwohner (Stand 31. Dezember 2024). Zum Gemeindegebiet gehört auch das Dorf San Rocco Castagnaretta. 
Die Nachbargemeinden sind Boves, Cervasca, Vignolo, Beinette, Peveragno, Castelletto Stura, Caraglio und Tarantasca.

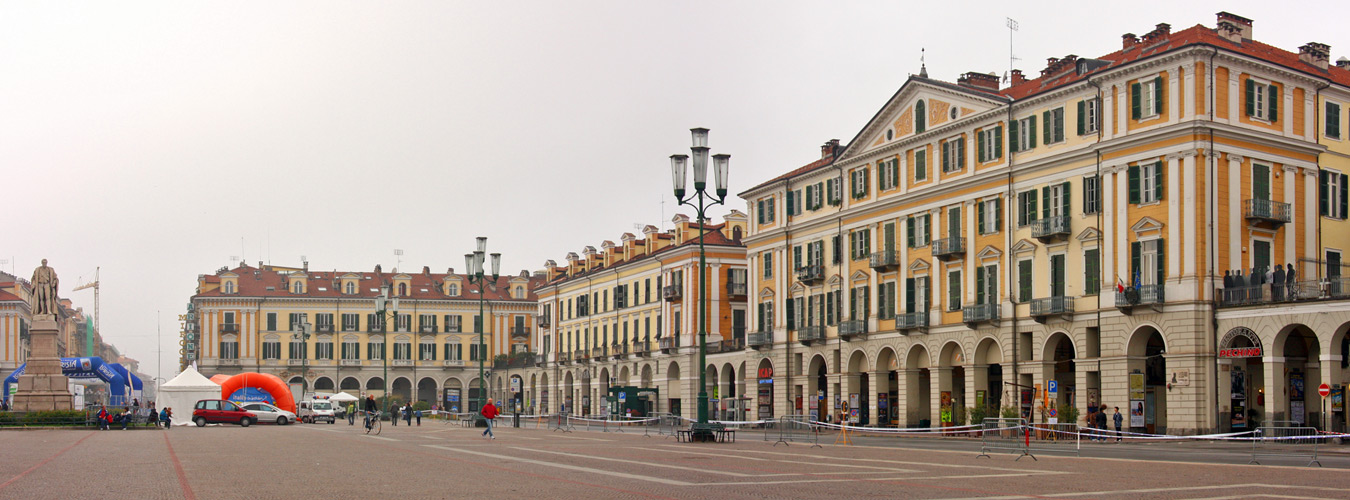
Cuneo, Piazza Galimberti

## Geschichte

### Legende
Eine Legende erzählt davon, dass im frühen Mittelalter die verstreut lebende lokale Bevölkerung angesichts ständiger Übergriffe des Markgrafen von Saluzzo eine Rebellion anzettelte. Während dieser habe man Verwandte des Marchese auf einer Hochzeitsfeier eines lokalen Gutsherren getötet, woraufhin sich die Aufständischen aus Furcht vor dem als tyrannisch bezeichneten Marchese in ein leicht zu verteidigendes Gebiet zurückzogen, auf die Hochebene zwischen den Flüssen Stura und Gesso, das Gebiet des heutigen Cuneo.

### Geschichte

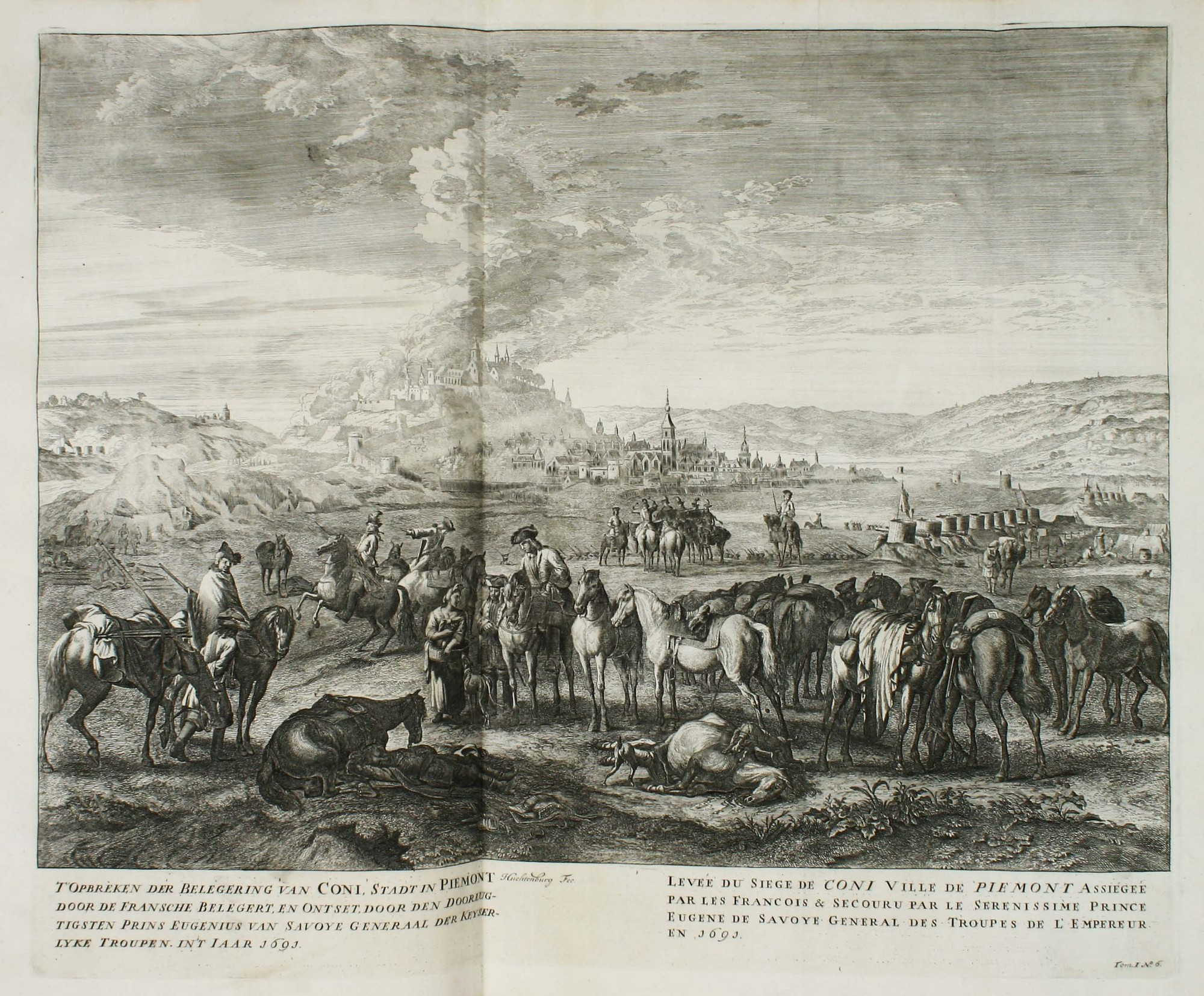
Belagerung von Cuneo 1691

Die erste urkundliche Erwähnung der Stadt Cuneo datiert vom 23. Juli 1198, als der Ort zur „libero Comune“ („freie Gemeinde“) ernannt wurde. Der Name der Stadt leitet sich vom italienischen Ausdruck für „Keilspitze“, „pizzo di Cuneo“, ab und bezieht sich auf die geografische Lage auf der Hochebene zwischen den Flüssen Stura und Gesso. Auf das Jahr 1198 geht auch der Dom von Cuneo zurück. Im Mittelalter galt die Stadt aufgrund ihrer Lage als strategisch wichtig. 1382 begab sich die Stadt freiwillig in den Machtbereich von Amadeus VI. von Savoyen, der Cuneo zur Festung ausbaute. Insbesondere zwischen dem 16. und 18. Jahrhundert waren die Stadt und die Region oft Schauplatz kriegerischer Auseinandersetzungen.
Durch den Waffenstillstand von Cherasco (1796), durch den das Königreich von Sardinien-Piemont aus dem ersten Koalitionskrieg gegen Frankreich ausschied, wurde Cuneo zusammen mit Ceva und Tortona an Frankreich abgetreten. 1799 wurde es nach zehn Tagen Beschuss von österreichischen und russischen Armeen eingenommen. 
1800 schleiften die Franzosen nach dem Sieg von Marengo die Befestigungen. Gemäß der Schlussakte des Wiener Kongresses fiel Cuneo 1815 wieder an Sardinien-Piemont.
Nicht zuletzt durch die Schlachten und Belagerungen wurden die Bauten des frühen Cuneo weitgehend zerstört. Die Kirche San Francesco ist neben dem Dom eines der wenigen heute noch vorhandenen Gebäude aus dem 15. Jahrhundert. Die heutige Altstadt wird von Bauten aus dem 17. und 18. Jahrhundert dominiert, die Neustadt durch eine geschlossene Bebauung des ausgehenden 19. Jahrhunderts; eine Besonderheit stellen die entlang der beiden Hauptstraßen, Via Roma und Corso Nizza, nahezu lückenlos vorhandenen Arkaden über breiten Gehwegen dar. Der beide Stadtteile verbindende zentrale Platz, die Piazza Duccio Galimberti, stammt aus dem 19. Jahrhundert.
2024 wurde Cuneo als Alpenstadt des Jahres ausgezeichnet.

## Sehenswürdigkeiten
- Plätze und Straßen

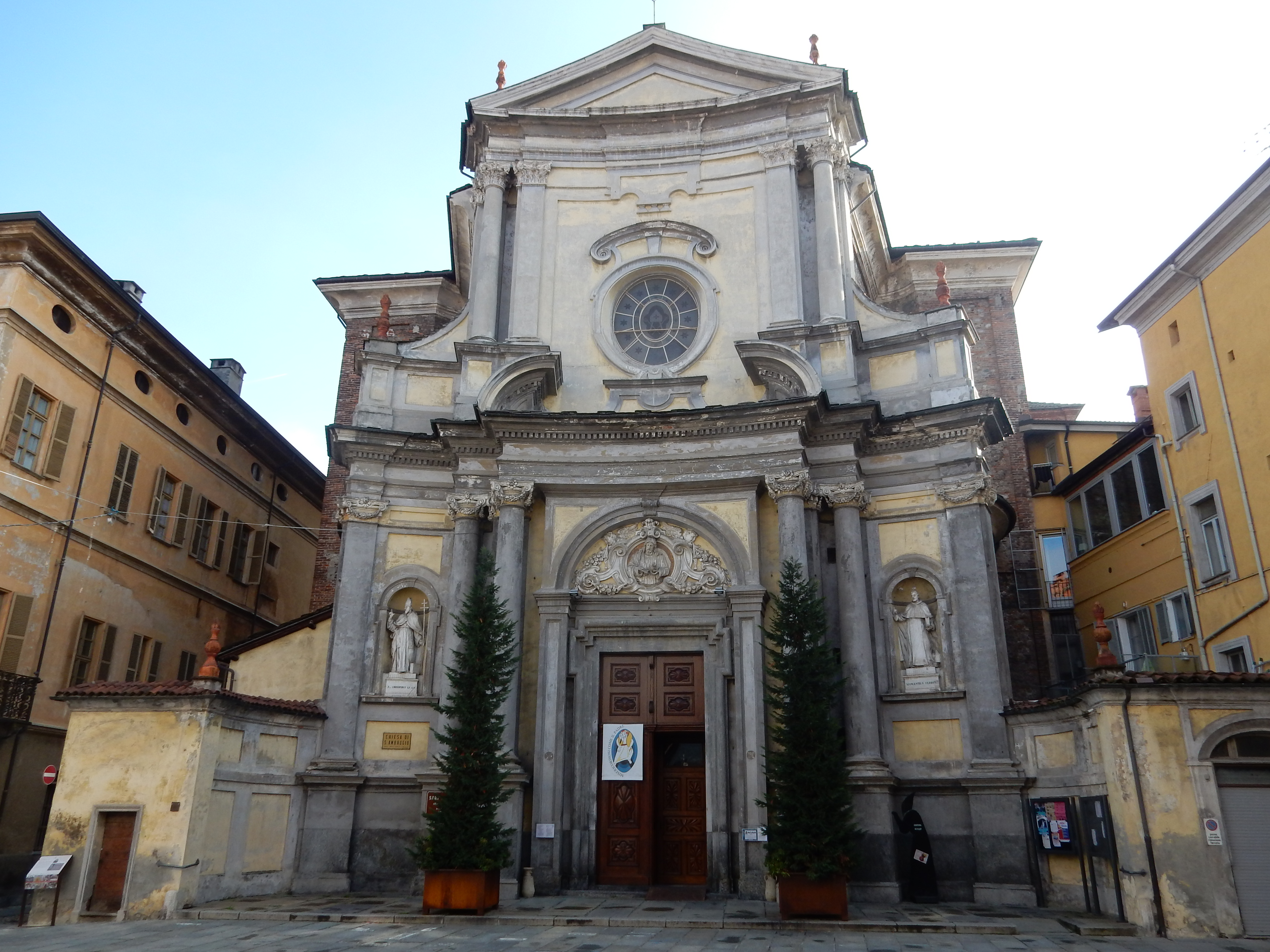
Kirche Sant Ambrogio

  - Piazza Galimberti mit neoklassizistischer Architektur
  - Contrada Mondovi im historischen Zentrum (mit Arkaden)
  - Via Roma, die Hauptschlagader des alten Cuneo
  - Viale degli Angeli (mehr als 2 km lang)

- Arkaden 
  - Arkaden des Mittelalters und des Barock (Altstadt und Via Roma)
  - Arkaden des neunzehnten Jahrhunderts (Piazza Galimberti)
  - Arkaden der Nachkriegszeit (Corso Nizza)

- Gebäude und Paläste
  - Palazzo Casa Galimberti (Piazza Galimberti Nr. 6)
  - Palast des Gerichtshofs (Piazza Galimberti Nr. 7)
  - Bischofspalast (Via Roma Nr. 7)
  - Palazzo della Torre mit angrenzendem Civic Tower (Via Roma Nr. 19)
  - Rathaus (Via Roma Nr. 28)
  - Teatro Toselli
  - Kathedrale Santa Maria del Bosco
  - Kloster-Komplex San Francesco
  - Kirche St. Johannes (mit Fresken von Giovanni Francesco Gaggini)
  - Wallfahrtskirche der Madonna della Riva
  - Wallfahrtskirche Santa Maria degli Angeli
  - Soleriviadukt
  - Synagoge

## Verkehr

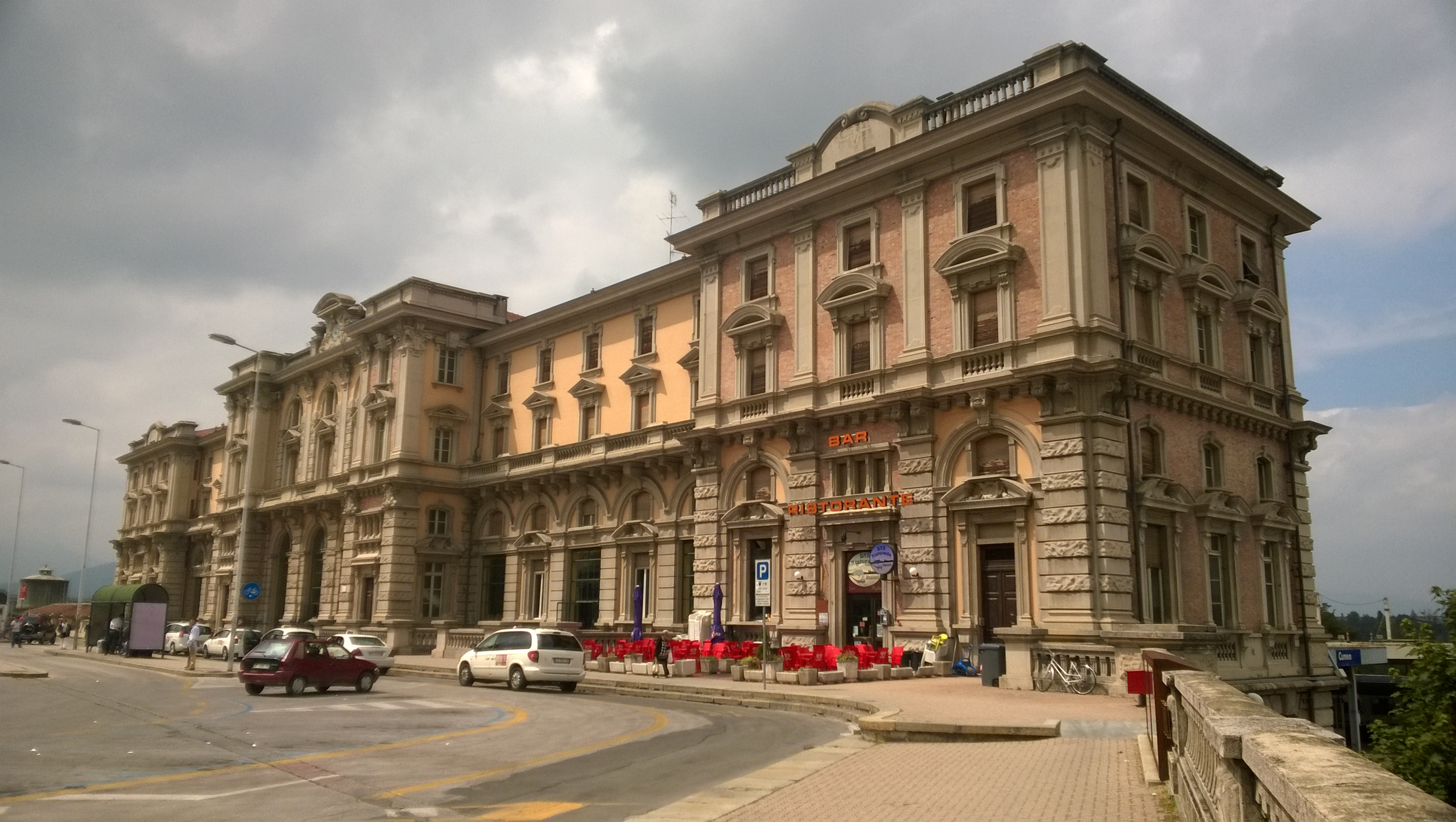
Empfangsgebäude des Bahnhofs von Cuneo

Cuneo liegt an der Europastraße E74, die von Asti über Cuneo und den Colle di Tenda nach Ventimiglia am Mittelmeer führt.
Darüber hinaus ist Cuneo Ausgangspunkt der Bahnstrecken nach Turin und nach Nizza/Ventimiglia. Die Strecken nach Saluzzo und nach Mondovì werden seit 2012 ohne Personenverkehr betrieben.
Cuneo hat einen Verkehrsflughafen.

## Sport
- Piemonte Volley ist ein Volleyballverein aus Cuneo. Er spielt in der höchsten italienischen Volleyball-Liga und war 2010/11, 2011/12 und 2012/13 in der Volleyball Champions League.

## Städtepartnerschaften
Cuneo unterhält Städtepartnerschaften mit
- Nizza, Frankreich
- Richard Toll, Senegal
- Santa Fe, Argentinien, seit 2001
- Fürstenberg/Havel, Deutschland, seit 1974

## Persönlichkeiten

### Söhne und Töchter der Stadt
- Luigi Pasquali (um 1530–1560), evangelischer Märtyrer
- Franco Andrea Bonelli (1784–1830), Zoologe
- Lelio Della Torre (1805–1871), jüdischer Gelehrter und hebräischer Lyriker
- Carlo Savio (1811–1881), römisch-katholischer Bischof von Asti
- Antonio Allegretti (1840–1918), Bildhauer
- Giovanni Battista Ceirano (1860–1912), Automobilhersteller
- Giovanni Vacchetta (1863–1940), Zeichner und Architekturhistoriker
- Maria Natalina Bonardi (1864–1945), Ordensschwester und Gründerin einer Ordensgemeinschaft
- Giovanni Ceirano (1865–1948), Automobilhersteller
- Matteo Ceirano (1870–1941), Automobilhersteller und -rennfahrer
- Ernesto Ceirano (1873–1953), Automobiltechniker und Rennfahrer
- Enrico Dassetto (1874–1971), Schweizer Komponist und Dirigent
- Paolo Maria Tua (1878–1949), Bibliothekar und Lokalhistoriker
- Giorgio Federico Ghedini (1892–1965), Komponist
- Giuseppe Guerrini (* 1941), katholischer Geistlicher, emeritierter Bischof von Saluzzo
- Cesare Damiano (* 1948), Politiker
- Cinzia Ghigliano (* 1952), Comiczeichnerin
- Celestino Migliore (* 1952), römisch-katholischer Erzbischof und Diplomat des Heiligen Stuhls
- Derio Olivero (* 1961), katholischer Geistlicher, Bischof von Pinerolo
- Daniela Santanchè (* 1961), Politikerin
- Guido Crosetto (* 1963), Unternehmer und Politiker
- Aurelio Gazzera (* 1964), römisch-katholischer Ordensgeistlicher, Koadjutorbischof von Bangassou
- Giorgio Marengo (* 1974), katholischer Ordensgeistlicher, Apostolischer Präfekt von Ulaanbaatar in der Mongolei
- Enrico Fantini (* 1976), Fußballspieler
- Elisa Rigaudo (* 1980), Geherin
- Nicole Clerico (* 1983), Tennisspielerin
- Fabiana Dadone (* 1984), Politikerin
- Roberta Fiandino (* 1985), Biathletin
- Erica Magnaldi (* 1992), Radrennfahrerin
- Marta Bassino (* 1996), Skirennläuferin
- Elisa Balsamo (* 1998), Radrennfahrerin
- Anna Arnaudo (* 2000), Langstreckenläuferin
- Pietro Mattio (* 2004), Radrennfahrer

### Weitere Persönlichkeiten
- Gianmaria Testa (1958–2016), piemontesischer Sänger und Liedermacher, zeitweise Bahnhofsvorsteher in Cuneo